# Leucinodes malawiensis
Leucinodes malawiensis is een vlinder uit de familie van de grasmotten (Crambidae), uit de onderfamilie van de Spilomelinae. De wetenschappelijke naam van deze soort is voor het eerst gepubliceerd in 2015 door Richard Mally, Anastasia Korycinska, David John Lawrence Agassiz, Jayne Hall, Jennifer Hodgetts en Matthias Nuss.
De soort komt voor in Malawi.